# Jrebeng Kulon
Jrebeng Kulon is een bestuurslaag in het regentschap Probolinggo van de provincie Oost-Java, Indonesië. Jrebeng Kulon telt 4126 inwoners (volkstelling 2010).